# Hermann Theophil Juncker
Hermann Theophil Juncker (* 1929 in Ludwigshafen am Rhein) ist ein deutscher bildender Künstler und Kunsterzieher.

## Biografie
Juncker studierte von 1950 bis 1954 Kunsterziehung an der Kunstakademie Karlsruhe bei Otto Laible und Erich Heckel. Von 1955 bis 1987 war er Kunsterzieher am Christian von Mannlich-Gymnasium in Homburg, danach freischaffender Maler, Grafiker, Glasfenstergestalter. Er ist seit 1957 Mitglied im Saarländischen Künstlerbund. Juncker ist trotz seines hohen Alters immer noch aktiv und hat für die Siebenpfeiffer-Stiftung ein Gemälde geschaffen, das die friedliche Vereinigung Europas darstellt.

## Auszeichnungen
- 1966 Pfalzpreis für Bildende Kunst (Malerei)
- 1981 Daniel-Henry-Kahnweiler-Preis für Malerei
- 2002 Bürgermedaille der Kreis- und Universitätsstadt Homburg[2]

## Publikation
- Licht und Farbe. Glasfenster der prot. Stadtkirche Homburg-Saar. Protestantische Kirchengemeinde Homburg-Saar. 1996. ISBN 3-924653-21-6

## Ausstellungen (Auswahl)
- 2017 Hermann Theophil Juncker – Panta Rhei. galerieampavillon. Saarbrücken
- 2010 Herman Th. Juncker. Atelier 2010. Stadtmuseum St. Wendel
- 2009 Rouge et Noir. Malerei von Hermann Th. Juncker: Galerie im Kulturzentrum Saalbau. Homburg
- 2008 Kunst im Herrenhof: Visionen – Der Maler und Grafiker Hermann Theophil Juncker. Kunsthalle im Kelterhaus des Herrenhofs Mussbach. Mussbach-Neustadt
- 2003 1. Karlskirchenfestival: Hermann Theophil Juncker, Malerei 1990-2003. Kulturzentrum Karlskirche. Zweibrücken
- 1998 Hermann Theophil Juncker. Altes Schloss Dillingen. Dillingen
- 1988 Malerei und Grafik. Kahnweilerhaus. Rockenhausen
- 1974 Art Basel. Galerie Homburg/Wolfgang Schmidt. Basel